# 33418 Jacksonweaver
33418 Jacksonweaver è un asteroide della fascia principale. Scoperto nel 1999, presenta un'orbita caratterizzata da un semiasse maggiore pari a 2,2166230 UA e da un'eccentricità di 0,0409423, inclinata di 4,72905° rispetto all'eclittica.